# Bremondans
Bremondans ist eine französische Gemeinde mit 102 Einwohnern (Stand: 1. Januar 2022) im Département Doubs in der Region Bourgogne-Franche-Comté.

## Geographie
Bremondans liegt auf 540 m über dem Meeresspiegel, 14 km südlich von Baume-les-Dames und etwa 28 km östlich der Stadt Besançon (Luftlinie). Das Dorf erstreckt sich im Jura, in einer weiten Mulde beidseits des Baches Audeux, nördlich des Hochplateaus von Vercel.
Die Fläche des 7,22 km² großen Gemeindegebiets umfasst einen Abschnitt des französischen Juras. Der nördliche und westliche Teil des Gebietes wird vom Becken von Orsans eingenommen, das teils von Acker- und Wiesland, teils mit Wald bedeckt ist. Es wird vom Audeux nach Nordwesten zum Sesserant und Cusancin entwässert. Im Osten und Süden leitet eine 80 bis 100 m hohe Geländestufe zum Hochplateau von Vercel über. Mit 664 m wird auf der Höhe östlich des Dorfes die höchste Erhebung von Bremondans erreicht. Das Gemeindeareal erstreckt sich auch in das Tal des Creuse (Oberlauf des Audeux).
Zu Bremondans gehören neben dem eigentlichen Ort auch mehrere Weiler und Einzelhöfe, darunter:
- Amans (535 m) am Audeux im Becken von Orsans
- Leugney (530 m) am Audeux im Becken von Orsans

Nachbargemeinden von Bremondans sind Orsans im Norden, Vellerot-lès-Vercel und Villers-Chief im Osten, Épenouse im Süden sowie Belmont im Westen.

## Geschichte
Im Mittelalter war Bremondans Sitz einer eigenen Herrschaft. Leugney bildete den Mittelpunkt einer großen Pfarrei. Zusammen mit der Franche-Comté gelangte Bremondans mit dem Frieden von Nimwegen 1678 an Frankreich. Seit 1998 ist Bremondans Mitglied des 44 Ortschaften umfassenden Gemeindeverbandes Communauté de communes du Pays de Pierrefontaine-Vercel.
Mit 1. Januar 2009 erfolgte eine Änderung der Arrondissementszugehörigkeit der Gemeinde. Bislang zum Arrondissement Besançon gehörend, kamen alle Gemeinden des Kantons zum Arrondissement Pontarlier.

## Sehenswürdigkeiten
Die einschiffige romanische denkmalgeschützte Kirche Mariä Geburt im Ortsteil Leugney wurde im 12. Jahrhundert erbaut. Der Chor stammt aus dem 16. Jahrhundert. Die Kirche besitzt eine reiche Ausstattung, darunter gotische Skulpturen, eine Holzstatue der Heiligen Jungfrau aus dem 15. Jahrhundert und ein bronzenes Taufbecken aus dem 15. Jahrhundert.
Überreste des Herrschaftssitzes von Leugney und der Burg der Familie von Bremondans sind erhalten.
Im Ortskern befinden sich mehrere alte Bauernhäuser aus dem 16. bis 18. Jahrhundert im charakteristischen Stil der Franche-Comté.

## Bevölkerung
| Jahr                       | 1962 | 1968 | 1975 | 1982 | 1990 | 1999 | 2006 | 2016 |
| Einwohner                  | 94   | 99   | 84   | 75   | 72   | 79   | 80   | 85   |
| Quellen: Cassini und INSEE |      |      |      |      |      |      |      |      |

Mit 102 Einwohnern (1. Januar 2022) gehört Bremondans zu den kleinsten Gemeinden des Départements Doubs. Nachdem die Einwohnerzahl in der ersten Hälfte des 20. Jahrhunderts deutlich abgenommen hatte (1896 wurden noch 175 Personen gezählt), wurden seit Mitte der 1970er Jahre nur noch geringe Schwankungen verzeichnet.

## Wirtschaft und Infrastruktur
Bremondans war bis weit ins 20. Jahrhundert hinein ein vorwiegend durch die Landwirtschaft (Ackerbau, Obstbau und Viehzucht) geprägtes Dorf. Daneben gibt es heute einige Betriebe des lokalen Kleingewerbes. Viele Erwerbstätige sind auch Wegpendler, die in den umliegenden größeren Ortschaften ihrer Arbeit nachgehen.
Die Ortschaft liegt abseits der größeren Durchgangsstraßen an einer Departementsstraße, die von Baume-les-Dames nach Vercel-Villedieu-le-Camp führt. Weitere Straßenverbindungen bestehen mit Pierrefontaine-les-Varans und Courtetain-et-Salans.